# هوراس بيني والاس
هوراس بيني والاس (بالإنجليزية: Horace Binney Wallace)‏ (26 فبراير 1817 - 16 ديسمبر 1852)؛ روائي أمريكي.